# OF–40
Az OF–40 olasz alapharckocsi, amelyet az OTO Melara és a Fiat vegyesvállalata fejlesztett ki, és elsősorban exportértékesítésre szánták. A testet az OTO Melara fejlesztette és gyártotta, az autóipari alkatrészeket pedig a Fiat biztosította. A harckocsi megnevezése a két cég kezdőbetűiből származik, míg a 40-es szám a harckocsi tervezett tömegére utal).  A kezdeti tervezési munkát az OTO Melara kezdte 1977-ben, az első prototípusok 1980-ra készültek el.

## Fejlesztés
Felületesen szemlélve, az OF–40 nagyon hasonlít a német Leopard 1 hegesztett tornyokkal rendelkező változataihoz (Leopard 1A3 és 1A4). Ez nem véletlen, hiszen OTO Melara licenc alapján gyártotta a Leopárdot, majd a német vállalatokkal együttműködve elkészítette a Lion/Leone harckocsit, a Leopard trópusi változatát, hogy szabadon értékesíthesse a Közel-Keleten. Németország kilépett ebből a fejlesztésből, és az olasz gyártók nem adhatták el a Leone-t német engedély nélkül. Ezért kifejlesztettek egy új tankot, az OF–40-et, ami tulajdonképpen a Leopard/Leone vonal továbbfejlesztése volt. Az OF–40 valóban használta a Leopard 1-hez már gyártott fő mechanikai alkatrészeket, amelyeket 1974 óta az OTO Melara licenc alapján gyártott. Az OF–40 ugyanazt az elrendezést követi, mint a Leopard 1, különösen a testben. A motor, a sebességváltó és a lánctalp ugyanaz, valamint a személyzet és a lőszer elrendezése is. A vezető a test jobb elején helyezkedik el, a lőszertárolóval és a túlnyomásos NBC védelmi rendszerrel a bal oldalán. A torony a harckocsi közepe felé helyezkedik el, a lövegkezelő és a parancsnok a torony jobb oldalán, a töltő pedig a bal oldalán.

### Fegyverzet
A fő fegyverzet egy 105 mm-es löveg, 52-es kaliberhosszúságú csővel, amelyet az OTO Melara kifejezetten ehhez a járműhöz fejlesztett ki, de nagyon hasonlít az M68-as löveghez (az OTO Melara licenc alapján gyártotta az M60-as harckocsit is, melynek az M68-as volt a lövege), ami kompaktabb és egyszerűbb, mint az L7-es löveg, főleg a hátrasikláscsillapító rendszer tekintetében. A löveg hőelosztóval, füstgáz elvezetővel és félautomata zárszerkezettel van felszerelve, és elektrohidraulikus rendszer mozgatja függőleges és vízszintes tengely körül is, azonban nincs stabilizálva. Az ágyú a NATO szabvány 105 mm-es lőszer típusait használja, úgy mint APDS (1470 m/s torkolati sebesség), HEAT (117 m/s), HESH (730 m/s), gyújtó- és füstgránátokat. Két 7,62 mm-es géppuska alkotja a másodlagos fegyverzetet: egy elektromos elsütésű koaxiális géppuska, és egy légvédelmi géppuska, a lövegtöltő búvónyílása mellett a torony tetején.
A harckocsi az Officine Galileo (kb. Galileo tervező iroda) által kifejlesztett fejlett tűzvédelmi rendszert használja. A parancsnoki állás egy, a francia SFIM-mel közösen kifejlesztett, független stabilizálású VS 580-B nappali/éjszakai panoráma irányzékkal volt felszerelve, nyolcszoros nagyítással. Az irányzék egy páncélozott dómban található, melyet a parancsnoki búvónyílás előtt helyeztek el. A harckocsi lövegkezelője 8x C125-ös teleszkópos irányzékot használ a fő löveg és a párhuzamosított géppuska irányzásához. Ezt az irányzékot egy Selenia VAQ-33 lézeres távolságmérővel hangolták össze, amelynek mérési tartománya 400 és 10 000 m között van.

### Meghajtás
Az OF–40-et német gyártmányú MTU MB 838 Ca M500 dízelmotor hajtja, amely kb. 610 kW-ot ad le 2200 RPM-en. Az MB 838 Ca M500 egy négyütemű, feltöltött, V10 henger elrendezésű mindenevő motor, 90°-os hengerszöggel, ami hidraulikus nyomaték-váltóval kapcsolódik a ZF bolygóműves sebességváltójához, mely négy előre és két hátrameneti fokozattal rendelkezik. A folyadékhűtésű motort tovább optimalizálták, forró, száraz környezetben való működésre. Beépítettek egy automatikus léghűtő rendszert, amely érzékeli a túlmelegedés jeleit, és aktiválja a hűtőventilátort a motorházon. A motortérben automatikus tűzoltó rendszer is található.
A futómű része 14 (2×7) gumiperemes dupla tárcsás futó kerék, két fordító kerék (a test elején), két lánckerék (a test hátulján) és tíz (2×5)  visszafutógörgő. A lánctalp élettartama kb. 2500 km. Az OF–40 független torziós rugós felfüggesztést kapott, hidraulikus lengéscsillapítókkal és súrlódáscsillapítókkal az első, második, harmadik, hatodik és hetedik pár futó keréken.
A tank korlátozott mélységig víz alatt is használható légzőcső segítségével, amely a motort táplálja, Továbbá fel van szerelve két, 120 l/perc sebességű vízszivattyúval, amelyek a víz ürítésére szolgálnak gázolás közben.

## Alkalmazása
Míg a tankot Thaiföldön tesztelte a hadsereg, Egyiptomban bemutatták, helyi gyártásra kínálták Spanyolországban és Görögországban, de a harcjárműre végül csak az Egyesült Arab Emírségekből érkezett megrendelés. Az Egyesült Arab Emírségek első rendelésében 18 db OF–40-es szerepelt, melyet 1981-ben teljesítettek.  Ezt követte egy második rendelés további 18 OF–40-re és 3 OF–40 ARV műszaki mentőre, amelyet 1985-re teljesítettek. Az OTO Melara már nem kínálja megvételre az OF–40-et.

## Változatok
OF–40 Mk.2 : Az OF–40 Mk.2 változata továbbfejlesztett OG14LR jelű tűzvezérlő rendszert kapott, amely kéttengelyes lövegstabilizátort és továbbfejlesztett érzékelőket tartalmazott. Az Mk.2 továbbfejlesztett nappali/éjszakai periszkóppal rendelkezik a parancsnok számára, továbbfejlesztett irányzékkal 7-szeres és 14-szeres nagyítással a lövegkezelő számára, valamint egy toronyra szerelt LLLTV kamerával, amely akár 2 km-ig éjszakai megfigyelést és azonosítást tesz lehetővé, a kapott képet a tüzér és a parancsnok monitorára vetíti. Ez a változat hegesztett acél rátét páncélt is kapott a torony elülső oldalán. Az összes Emírségek-beli OF–40-et az Mk.2 szabványra fejlesztették.
OF–40 Mk.2 MTCA : Az OF-40 Mk.2 egyetlen példányát felszereltek egy MTCA motorral, amely 170 extra LE-t biztosított a harckocsinak, azt 830-ról 1000 LE-re növelve.
OF–40 Mk.2 THETIS : Egy kísérleti OF–40 Mk.2, amely megkapta a THETIS hőirányzó+NVD rendszert (éjszakai irányzék) és plusz páncélzatot kapott a harckocsi tornya köré.
OF–40 ARV : OF–40 alvázon alapuló páncélozott műszaki mentőjármű, 4 fős személyzettel, 18 tonnás daruval, 35 tonnás csörlővel, tolólapáttal és hegesztőkészlettel.
OF–40 SPAAG: Annak ellenére, hogy soha nem gyártották, egy Gepardhoz hasonló önjáró légvédelmi járművet kiajánlotak a lehetséges ügyfeleknek.

### Kapcsolódó fejlemények
Az OF–40 testét később a Palmaria önjáró löveg alapjaként használták. A Palmaria sokkal nagyobb sikert ért el, mint az OF–40: 210-et Líbia, 25-öt pedig Nigéria rendelt. Argentína megvásárolta a Palmaria tornyokat, de saját TAM harckocsi alvázára építették.
Az Otomatic önjáró légvédelmi rendszer fejlesztése során a Leopard 1 és az OF–40 testeket is felhasználták.
A C1 Ariete az OF–40 továbbfejlesztésének tekinthető, és ezáltal a legfejlettebb Leopard 1 változatnak.

## Üzemeltetők
- Egyesült Arab Emírségek: 36 OF-40 Mk.2, 3 OF-40 ARV.  Kivonták szolgálatból és javaslatot tettek nehéz gyalogsági harcjárművé alakításukra.

## Hasonló járművek
- Leopárd 1
- AMX-30
- M60 Patton
- C1 Ariete